# 페트라 크론베르거
페트라 크론베르거(독일어: Petra Kronberger, 1969년 2월 21일~)는 오스트리아의 은퇴한 알파인 스키 선수이다. 1992년 동계 올림픽 여자 회전과 복합 부문에서 금메달을 획득하며 대회 2관왕에 올랐고, 1991년 세계 선수권 대회에서 활강 부문 우승을 차지했다. 또한 알파인 스키 월드컵에서 3회 종합 우승을 차지했다.